# LZX
LZX es un algoritmo de compresión de la familia LZ77, el mismo que comparte nombre la extensión de archivo del cual se genera por pasar por el algoritmo. Ambos siendo inventados por Jonathan Forbes and Tomi Poutanen en la década de 1990.

## Instancias de uso del algoritmo LZX

### Amiga LZX
LZX se lanzó públicamente como un archivador de ficheros para Amiga en 1995.

### Microsoft Cabinet
A mediados de la década de 1990, Jonathan Forbes fue a trabajar a Microsoft y modificó el algoritmo LZX para incorporarlo en la compresión de archivos Cabinet.

### Microsoft Compiled HTML Help (CHM)
Microsoft incorporó el algoritmo LZX en la compresión de archivos CHM.

### Archivos de Microsoft Reader (LIT)
El formato de archivo LIT de Microsoft Reader es una derivación del formato CHM y, por tanto, también usa el algoritmo LZX.

### Xbox Live Avatars
Microsoft usa la compresión LZX en sus avatares de Xbox Live para reducir su requerimiento de ancho de banda.